# Yuto Matsunagane
Yuto Matsunagane (japanisch 松長根 悠仁 Matsunagane Yuto; * 14. September 2004 in Kawasaki, Präfektur Kanagawa) ist ein japanischer Fußballspieler.

## Karriere
Yuto Matsunagane erlernte das Fußballspielen in der Jugendmannschaft von Kawasaki Frontale. Hier unterschrieb er am 1. Februar 2023 seinen ersten Vertrag. Der Verein aus Kawasaki, einer Stadt in der Präfektur Kanagawa, spielt in der ersten japanischen Liga. Sein Erstligadebüt gab Yuto Matsunagane am 4. März 2023 (3. Spieltag) im Heimspiel gegen Shonan Bellmare. Bei dem 1:1-Unentschieden wurde er in der 56. Minute für den verletzten Brasilianer Jesiel eingewechselt.